# Vista Hermosa, Tlacoapa
Vista Hermosa är en ort i Mexiko.   Den ligger i kommunen Tlacoapa och delstaten Guerrero, i den sydöstra delen av landet, 250 km söder om huvudstaden Mexico City. Vista Hermosa ligger 1 469 meter över havet och antalet invånare är 105.
Terrängen runt Vista Hermosa är huvudsakligen kuperad, men åt sydväst är den bergig. Terrängen runt Vista Hermosa sluttar söderut. Runt Vista Hermosa är det ganska glesbefolkat, med 42 invånare per kvadratkilometer. Närmaste större samhälle är Malinaltepec, 15,8 km öster om Vista Hermosa. I omgivningarna runt Vista Hermosa växer huvudsakligen savannskog.